# Erik Pohan
Erik Pohan byl uchazečem o švédský trůn v letech 1066–1067, po smrti krále Stenkila. Jeho soupeřem byl Erik Stenkilsson. Proti sobě pak rozpoutali boj, ve kterém oba padli.
Adam z Brém je jediným zdrojem, který uvádí tyto dva soupeřící Eriky. Jeho pohanská víra je tedy pouze dohad, stejně jako to, že jeho soupeř v boji o trůn byl synem Stenkila.
Erik Pohan je někdy označován také jako Erik VIII. To je však až pozdější vymoženost z doby Erika XIV. (1560–68). On a jeho bratr Karel IX. (1604–1611) přijali toto číslování na základě fiktivních švédských dějin. Počet švédských vládců jménem Erik před Erikem XIV. není přesně známý.
Vládcem země se po smrti obou Eriků stal Halsten Stenkilsson.